# Ligyrus rubripes
Ligyrus rubripes är en skalbaggsart som beskrevs av Karl Henrik Boheman 1858. Ligyrus rubripes ingår i släktet Ligyrus och familjen Dynastidae. Inga underarter finns listade i Catalogue of Life.